# توفند ریتا

توفند ریتا (به انگلیسی: Hurricane Rita) یکی از فاجعه‌بارترین بلایای طبیعی در ایالات متحده آمریکا و تگزاس و به‌خصوص لوئیزیانا بوده است.
این توفند که در سال ۲۰۰۵ میلادی رخ داد شهرهای کرانه‌ای لوئیزیانا و نیز بومانت در ایالت تگزاس را درهم نوردید و به ویرانی کشانید. خسارت حاصل از این توفند ۱۱٫۳ میلیارد دلار برآورد گردیده.
توفند ریتا از لحاظ مقیاس و اندازه، چهارمین بزرگترین توفند ثبت شده اطلسی در تاریخ است. حداکثر سرعت بادهای آن تا ۲۸۵ کیلومتر در ساعت رسیدند.